# Ievgueni Molotilov
Ievgueni Ievguenievitch Molotilov - en russe : Евгений Евгеньевич Молотилов  et en anglais Evgeny Molotilov - (né le 7 juin 1991 à Moscou en URSS) est un joueur professionnel russe de hockey sur glace. Il évolue au poste de défenseur.

## Biographie

### Carrière en club
En 2007, il débute avec l'équipe réserve du HK Dinamo Moscou dans la Pervaïa liga, le troisième échelon russe. Le Storm de Guelph le repêche au premier tour, en 46e choix lors du repêchage européen 2008 de la Ligue canadienne de hockey. Il part alors en Amérique du Nord pour jouer dans la Ligue de hockey de l'Ontario. Le 1er juin 2009, il est choisi par l'Atlant Mytichtchi au cours du repêchage d'entrée dans la KHL 2009 en 11e position de la première ronde.

### Carrière internationale
Il représente la Russie en sélection jeune.

## Statistiques

### En club
| Saison    | Équipe              | Ligue        |    | Saison régulière | Saison régulière | Saison régulière | Saison régulière | Saison régulière |   | Séries éliminatoires | Séries éliminatoires | Séries éliminatoires | Séries éliminatoires | Séries éliminatoires |
| Saison    | Équipe              | Ligue        | PJ | B                | A                | Pts              | Pun              | PJ               | B | A                    | Pts                  | Pun                  |                      |                      |
| 2007-2008 | HK Dinamo Moscou 2  | Pervaïa liga |    |                  |                  |                  |                  |                  |   |                      |                      |                      |                      |                      |
| 2008-2009 | Storm de Guelph     | LHO          | 55 | 0                | 4                | 4                | 6                | 4                | 0 | 0                    | 0                    | 0                    |                      |                      |
| 2009-2010 | Storm de Guelph     | LHO          | 17 | 0                | 0                | 0                | 6                |                  |   |                      |                      |                      |                      |                      |
| 2010-2011 | Molot Prikamie Perm | VHL          | 47 | 1                | 3                | 4                | 20               | 8                | 0 | 0                    | 0                    | 4                    |                      |                      |
| 2011-2012 | HK Sarov            | VHL          | 30 | 0                | 0                | 0                | 16               |                  |   |                      |                      |                      |                      |                      |